# Faymont
Faymont ist eine Gemeinde im französischen Département Haute-Saône in der Region Bourgogne-Franche-Comté.

## Geographie
Faymont liegt auf einer Höhe von 395 m über dem Meeresspiegel, elf Kilometer südöstlich von Lure und etwa 19 Kilometer nordwestlich der Stadt Montbéliard (Luftlinie). Das Dorf erstreckt sich im südlichen Vorland der Vogesen, auf einer Hochfläche in einer Rodungsinsel im Hügelland zwischen dem Bois de Granges und dem Chérimont.
Die Fläche des 7,99 km² großen Gemeindegebiets umfasst einen Abschnitt im südlichen Vogesenvorland. Der zentrale Teil des Gebietes wird von einer leicht nach Westen geneigten Hochfläche eingenommen, die durchschnittlich auf 400 m liegt und aus Buntsandstein aufgebaut ist. Sie ist überwiegend von Acker- und Wiesland bestanden. Eingegrenzt wird dieses Plateau im Süden wie im Norden von Taleinschnitten: Im Norden verläuft die Grenze entlang dem Ruisseau de Courmont, während sein linker Zufluss, der Ruisseau des Prés Meuniers, für die Entwässerung des südlichen Teils sorgt. Dieser untergliedert mit seinen Seitenbächen die dicht bewaldete Hügellandschaft des Bois de Granges. Zu den höchsten Erhebungen zählen der Mont Lambert (421 m) und die Côte des Chênes (451) ganz im Osten.
Nachbargemeinden von Faymont sind Lomont im Norden, Courmont im Osten, Saulnot und Granges-le-Bourg im Süden sowie Mignavillers im Westen.

## Geschichte
Erstmals urkundlich erwähnt wird Faymont im Jahr 1279. Der Ortsname leitet sich vom lateinischen Wort fagus (Buche) und mont (Berg) ab. Im Mittelalter gehörte das Dorf zur Herrschaft Granges. Während des Dreißigjährigen Krieges wurde der Ort weitgehend zerstört. Zusammen mit der Franche-Comté gelangte Faymont mit dem Frieden von Nimwegen 1678 definitiv an Frankreich. Zu einer Gebietsveränderung kam es im Jahr 1808, als die vorher selbständige Gemeinde Vacheresse mit Faymont vereinigt wurde. 1923 wurde Vacheresse, das eine Exklave bildete, jedoch wieder abgetrennt und mit Moffans fusioniert. Heute ist Faymont Mitglied des 22 Ortschaften umfassenden Gemeindeverbandes Communauté de communes du Pays de Lure.

## Sehenswürdigkeiten
Die Dorfkirche Saint-Nicolas wurde 1782 erbaut.

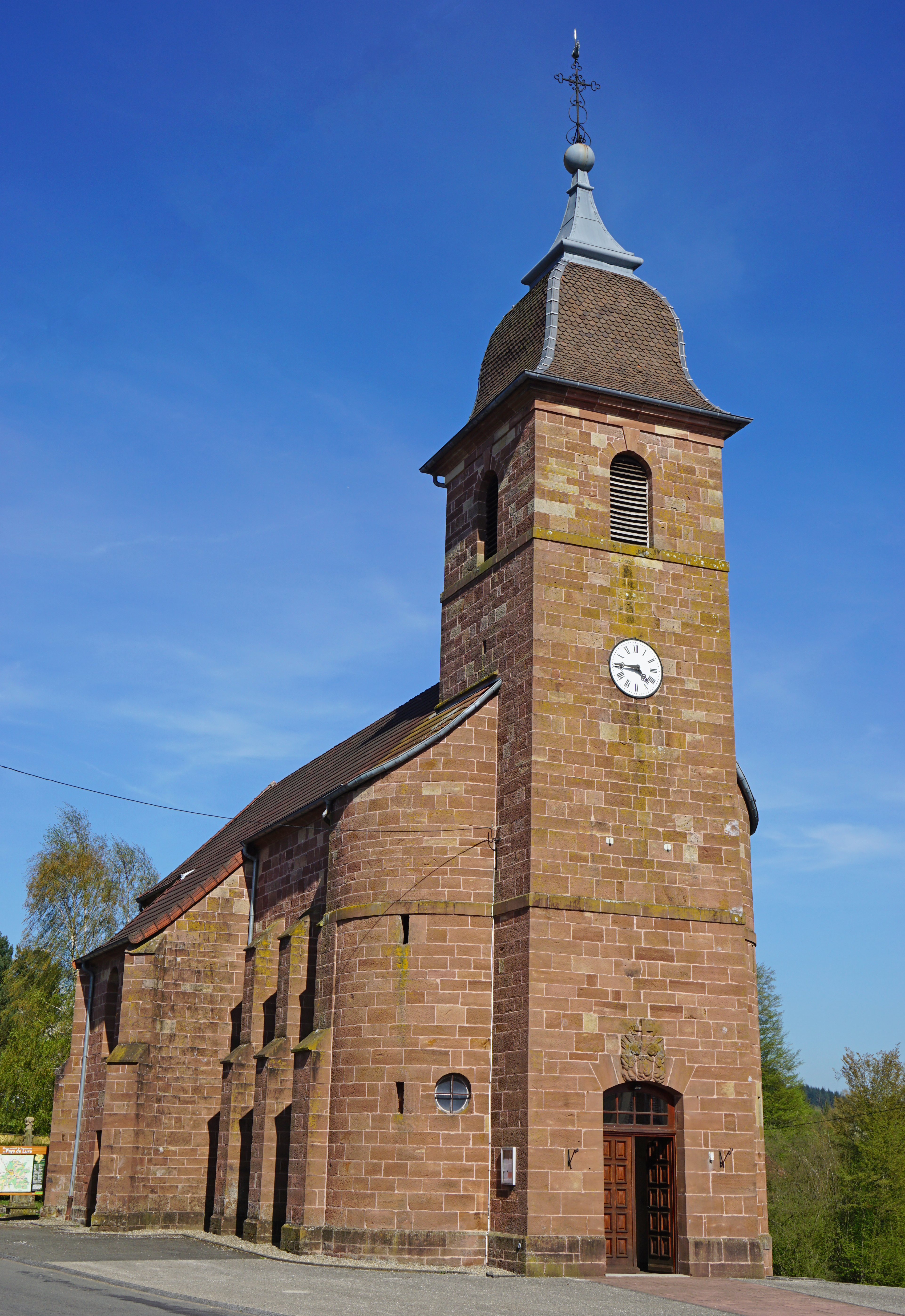
Kirche Saint-Nicolas

## Bevölkerung
| Jahr                       | 1962 | 1968 | 1975 | 1982 | 1990 | 1999 | 2010 | 2018 |
| Einwohner                  | 231  | 223  | 231  | 249  | 243  | 245  | 255  | 261  |
| Quellen: Cassini und INSEE |      |      |      |      |      |      |      |      |

Mit 255 Einwohnern (1. Januar 2022) gehört Faymont zu den kleinen Gemeinden des Départements Haute-Saône. Nachdem die Einwohnerzahl in der ersten Hälfte des 20. Jahrhunderts deutlich abgenommen hatte (1886 wurden noch 453 Personen gezählt), wurden seit Beginn der 1960er Jahre nur noch geringe Schwankungen verzeichnet.

## Wirtschaft und Infrastruktur
Faymont war bis weit ins 20. Jahrhundert hinein ein vorwiegend durch die Landwirtschaft (Ackerbau, Obstbau und Viehzucht) und die Forstwirtschaft geprägtes Dorf. Die Wasserkraft des Ruisseau des Prés Meuniers wurde früher für den Betrieb mehrerer Mühlen und einer Gießerei genutzt. Heute gibt es einige Betriebe des lokalen Kleingewerbes. Mittlerweile hat sich das Dorf auch zu einer Wohngemeinde gewandelt. Viele Erwerbstätige sind deshalb Wegpendler, die in den größeren Ortschaften der Region Lure und im Agglomerationsraum Belfort-Montbéliard ihrer Arbeit nachgehen.
Die Ortschaft liegt abseits der größeren Durchgangsachsen an einer Departementsstraße, die von Lomont nach La Vergenne führt.